# Банда (Византия)
Банда (греч. βάνδον) — основная военная и территориальная административная единица Византийской Империи.

## Происхождение термина
Родоначальником понятия стало латинское слово «bandum» (знамя). Термин использовался в VI веке для обозначения норм сражения.

## Византия
В византийской армии IX—XI столетий, являлась основной боевой единицей, объединение пяти — семи банд образовывало турму, главное подразделение византийской фемной системы. Каждой бандой командовал комит. В пехотной банде состояло 200—400 воинов, в конной — 50—100.
Банда существовала до гибели Византийской империи, а также оставалось основной территориальной единицей Трапезундской империи.